# دابني كار
دابني كار (بالإنجليزية: Dabney Carr) هو قاضي ومحامي وسياسي أمريكي، ولد في 27 أبريل 1773 في مقاطعة غووتشلاند في الولايات المتحدة، وتوفي في 8 يناير 1837 في ريتشموند في الولايات المتحدة.